# MV Wilhelm Gustloff
MV Wilhelm Gustloff a fost o navă de pasageri germană care a fost torpilată și scufundată la 30 ianuarie 1945 de către un submarin sovietic în Marea Baltică, în timp ce efectua evacuarea unor civili, oficiali și personal militar german de la Gotenhafen, retrași datorită avansării Armatei Roșii. Estimativ, au murit 9.400 de oameni, motiv pentru care acest dezastru naval este socotit ca reprezentând cea mai mare pierdere de vieți omenești din istorie într-o singură scufundare a unui vas.

## Locul construcției
Wilhelm Gustloff a fost construit de șantierul naval Blohm & Voss. Dimensiunile
acestuia erau de 208,5 m lungime, 23,59 m lățime. Cu o capacitate de 25.484 de tone registru brut (TRB), vasul a fost lansat pe 5 mai 1937.
A fost construit ca vas de croazieră, finanțarea fiind asigurată de organizația Kraft durch Freude („Putere prin bucurie”) în 1937, și a fost rechiziționat de Kriegsmarine (marina germană) în 1939. Vasul a servit ca o navă spital în perioada 1939 - 1940. Ulterior, a fost repartizat ca și cazarmă plutitoare pentru personalul navelor din Gotenhafen (Gdynia), înainte de a fi repus în funcțiune pentru a servi operațiunii de evacuare din 1945.
Inițial destinat să fie numit Adolf Hitler, vasul  a fost numit după Wilhelm Gustloff, un lider al ramurii Elvețiene a Partidului Național Socialist care a fost asasinat în 1936.

## Linia de croazieră
Wilhelm Gustloff a fost primul vas construit cu scopul de a servi pe o linie de croazieră în beneficiul organizației Deutsche Arbeitsfront (DAF – Frontul German al Muncii) și a fost utilizat de  filiala Kraft durch Freude (KdF–Forța Prin bucurie). Scopul lui a fost de a oferi activități recreative și culturale pentru funcționarii și lucrătorii germani incluzand concerte, croaziere și alte excursii de vacanță, precum și ca un instrument de relații publice, urmând să prezinte "o imagine mai acceptabilă Celui de-al Treilea Reich." A fost nava amiral a flotei de croazieră KdF, iar rolul ei civil a continuat până în primăvara anului 1939.

## Cariera militară
În vara anului 1939, vasul a fost intrat în serviciul militar pentru a aduce Legiunea Condor înapoi din Spania după victoria forțelor naționaliste ale generalului Francisco Franco în Războiul Civil Spaniol. Din septembrie 1939 până în noiembrie 1940 nava a servit ca vas spital, denumirea ei oficială fiind Lazarettschiff D.
Începând din 20 noiembrie 1940 echipamentul medical a fost îndepărtat de pe navă, iar aceasta a fost revopsită din  culorile de navă spital – alb cu o dungă verde, la gri – standardul naval. Ca urmare a blocadei britanice a coastei germane, vasul a fost folosit ca navă de cazare (cazarmă) pentru aproximativ 1.000 de stagiari U-boat  din Divizia 2 Formare Submarine (2 Unterseeboot-Lehrdivision) în portul Gdynia în apropiere de Danzig, port ocupat de Germania și redenumit Gotenhafen. În 1942, când  SS Cap Arcona a fost folosit ca înlocuitor pentru Titanic în versiunea germană a filmului despre naufragiul din 1912. În scenele filmate la Gotenhafen, Wilhelm Gustloff a servit ca figurant. Nava a stat la cheu peste patru ani, până când a fost pusă din nou în funcțiune pentru a transporta civili și personalul militar, ca parte a operației Hannibal.

## Operațiunea Hanibal - evacuarea
Operațiunea Hannibal a reprezentat evacuarea navală a trupelor germane și civililor din Curlanda , (Prusia de Est) și Danzig (Prusia de Vest) ca urmare a avansării Armatei Roșii. Misiunea finală a navei Wilhelm Gustloff a fost de a evacua refugiați germani și personal militar, precum și tehnicieni care lucraseră la bazele de arme avansate din Marea Baltică de la Gdynia (Gotenhafen) la Kiel.
Listele echipajului și pasagerilor navei citează 6050 de persoane la bord, dar acest lucru nu a inclus mulți civili care au urcat pe navă fără a fi înregistrati în evidențele sale de îmbarcare oficiale. Heinz Schön, un german arhivar și supraviețuitor al scufundării vasului care a efectuat cercetări ample privind acest eveniment în timpul anilor 1980 și 1990, a concluzionat că Wilhelm Gustloff a avut un echipaj de 173 de oameni (personal auxiliar al forțele navale), 918  ofițeri, subofițeri și alt personal al 2 Unterseeboot-Lehrdivision, 373 de persoane de sex feminin încadrate ca personal auxiliar naval, 162 de soldați răniți și 8956 civili (din care se estimează 5.000 au fost copii),  în total  10582 de pasageri si echipaj.
Nava a plecat din Gotenhafen devreme la 30 ianuarie 1945, însoțită fiind atât de către vasul de croazieră Hansa (acesta de asemenea umplut fiind cu civili și militari), și de către două vedete . Nava Hansa și o vedetă au avut probleme mecanice și astfel nu au mai putut continua drumul, lasând  nava Wilhelm Gustloff să fie escortată de către vedeta Löwe. Nava avea îmbarcați patru căpitani (cel al navei Gustloff , doi din marina comercială și pe cel al submarinului U-boat al cărui echipaj era adăpostit la bordul navei). Aceștia nu au reușit să cadă de acord asupra celui mai bun curs necesar pentru a  se proteja împotriva atacurilor submarine. Contrar sfatului comandantului militar, locotenent-comandorul Wilhelm Zahn (un submarinist care a pledat pentru un curs în apele de mică adâncime aflate aproape de țărm și fără lumini), căpitanul navei Gustloff, Friedrich Petersen, a decis să se îndrepte spre ape adânci, despre care știa că au fost curățate de mine. Când a fost informat printr-un misterios mesaj radio despre existenta unui convoi german de dragoare de mine care venea din sensul opus, el a decis să activeze luminile roșii și verzi de navigație
ale navei sale pentru a evita o coliziune în întuneric, făcând nava Wilhelm Gustloff ușor vizibilă  la fața locului, în noapte. Sursa sau autenticitatea acestui mesaj radio nu au fost confirmate, iar mai târziu s-a dovedit că nu a existat nici un convoi german de dragoare de mine din sens opus.
Deoarece Wilhelm Gustloff a fost dotat cu tunuri antiaeriene, germanii, respectând regulile de război, nu l-au marcat ca navă spital, nu a fost dată nici o notificare despre modul de operare a navei ca unitate medicală și, atât timp cât transporta și personal militar  nu a avut nici o protecție ca o navă spital, în baza acordurilor internaționale.

## Scufundarea
Submarinul implicat în scufundare, (S-13), a fost comandat de către Aleksandr Marinesko (român de origine).

## Documentare
- Killer Submarine, 1999.
- Die große Flucht. Der Untergang der Gustloff (The Great Escape. The sinking of Wilhelm Gustloff), 2001.
- "The Sinking of the Wilhelm Gustloff", The Sea Hunters (television program), 2002.
- "Wilhelm Gustloff: World's Deadliest Sea Disaster", Unsolved History (television program), 2003.
- Ghosts of the Baltic Sea, 2006.
- Sinking Hitler's Supership, 2008. National Geographic documentary using extensive footage from the 2008 German miniseries.
- "Sinking the Gustloff", 2009 Arhivat în 18 mai 2019, la Wayback Machine.
- The Nazi Titanic (television program), 2010.

## Vezi și
- MV Goya, parte din Operațiunea Hannibal, Goya

a fost, de asemenea, scufundat de un submarin sovietic cu doar 183 supraviețuitori
din 7000 pasageriși echipaj.
- SS Cap Arcona
- MV Awa Maru
- SS Deutschland
- SS Thielbek
- Lancastria
- Listă de dezastre maritime
- Listă de epave